# Rocco és fivérei
A Rocco és fivérei (Rocco e i suoi fratelli) 1960-ban olasz–francia filmdráma Luchino Visconti rendezésében, Giovanni Testori A Ghisolfa-híd című regénye alapján. A cím egy kombináció a József és testvérei Thomas Mann-regény címe és Rocco Scotellaro költő nevéből, akinek versei a déli parasztok életének körülményeiről szólnak, és akinek Visconti nagy hódolója volt. Az öt testvért narráció mutatja be a kéz ujjaival megnevezve őket, Rocco a középső ujjat szimbolizálja.

## Cselekmény
|  | Alább a cselekmény részletei következnek! |

Apjuk halála után, Rocco Parondi lucanói fiatalember, anyjuk, Rosaria kezdeményezésére összepakolta a családot, az özvegyet és fivéreit, Simonét, Cirót és Lucát, hogy legidősebb bátyjukhoz, Vincenzóhoz költözzenek, aki már korábban Milánóba ment szerencsét próbálni. Érkezésükkor derül ki, hogy bátyjuk éppen eljegyzését készül megünnepelni Ginettával, a lombard metropoliszban már gyökeret vert szintén lucanói emigráns szülők lányával. A lány szülei, attól félve, hogy a jövevények túlterhelik addig „kiegyensúlyozott hajójukat”, elzavarták Parondiékat. Vincenzo, érezve kötelezettségeit családja iránt, szintén otthagyva az ünnepséget, elkezd szeretteiről gondoskodni. A kezdeti nehézségek után a fiataloknak sikerül beilleszkedniük: Vincenzo kibékül Ginettával és a két családot is összebékíti a „javító házassággal”. Rocco egy mosodában kezd dolgozni, Ciro tanul, és munkát talál az Alfa Romeo egyik üzemében, Simone bokszoló lesz, míg Luca otthon marad a mamájukkal. Időközben a legények összeismerkednek Nadiával, egy prostituálttal, aki rögtön viszonyt kezd Simonéval. Nadia Simonét csak kliensei egyikének tartja, de a fiú, akit lenyűgözött annak illúziója, hogy könnyen sok pénzt lehet szerezni a bokszolással, szinte betegesen kötődik a nőhöz. Noha anyja óvta tőle, szinte rabja lett, olyan életszínvonalat kívánt biztosítani neki, amilyenre alkalmassá a ringben szerzett tapasztalatai tették, a lopástól önmaga prostituálásáig Duilio Morini exökölvívóval. Egy nap Nadia olyan brosst kapott ajándékba, amelyet Simone ellopott Rocco mosodája tulajdonosának feleségétől. Hogy megoldja a helyzetet, Nadia visszaadja Roccónak a brosst, mondván, hogy egy időre elhagyja Milánót, s hogy nem akarja többé látni Simonét, hogy a fiú elfelejtse őt. A hírre Simone elutasítóan reagál, hogy leplezze az elhagyása miatt érzett megaláztatást.
Egy nap Rocco, sorkatonai szolgálatára indulván ismét találkozik Nadiával, amint az éppen börtönből szabadul. Beülnek egy kávéra, s a nőt elbűvöli, ahogy hallja a fiú elképzeléseit az életről, és az, ahogy bátorítja őt, hogy reménykedjen az életben. Kettejük között igaz szerelem szövődik. Milánóba visszatérve Rocco Simone edzőjétől értesül arról, hogy a mester kiábrándult belőle, és felajánlja Roccónak, próbálja ki ő is az ökölvívást. Nadia, eltelve Rocco szívjóságától, elkezdi életét megváltoztatni. Ám tragédiába torkollik a történet: Simone tudomást szerez ivócimboráitól az öccse és exszerelme közötti viszonyról. Egy este, haverjaitól kísérve, követi Roccót és Nadiát a Ghisolfa-mezőig, ahol rendszerint a pár találkozott. Itt Simone megerőszakolja Nadiát és brutálisan megveri a fivérét. Rocco nem csak hogy nem törte bosszún a fejét, hanem önmagát tartotta felelősnek Simone szenvedéseiért, mivel ellopta a szerelmét. Kéri Nadiát, hogy hagyja el őt, és térjen vissza bátyjához, aki e kapcsolat által meg tudjon változni. Nadia attól felzaklatva, hogy úgy érzi, evvel megcsalja Roccót, visszatér Simonéhoz, de csak azért, hogy bosszút álljon és anyagilag kihasználja őt. A férfi közben felhagyott az ökölvívással és az alkoholizmus rabja lett, tele volt adósságokkal, és kezdett öccseitől pénzt kunyerálni. Vincenzo és Ciro folyamatosan eltávolodtak Simonétól, míg Rocco minden módon segíteni próbált rajta, elfogadva anyjuk álláspontját, miszerint minden felelősség őt terheli Simone és Nadia viszonyának megromlásáért. Bátyja adósságainak rendezésére, Rocco, aki fel akart hagyni a bokszolással, hogy mielőbb visszatérhessen szülőfalujába, Vincenzo elképedése és Ciro haragja ellenére elhatározza, hogy folytatja karrierjét a ringben. Fivérei nem értik a fiú csökönyösségét abban, hogy mindenáron meg akarja menteni bátyját, aki az egyébként becsületes családot megvetés tárgyává tette.
Abbeli igyekezetében, hogy „megzsarolja” bátyját, Rocco elvállal egy nehéz meccset, amely őt a siker felé repítheti. Ám miközben éppen e meghatározó jelentőségű mérkőzésről tárgyal, Simone, akit Nadia közben elhagyott, rájön, hogy a lány a hidroplánkikötőben újra a testét árulja. Elindul megkeresni, hogy megpróbálja visszaszerezni, de Nadia visszautasítja, mire Simone előrántja kését a zsebéből és agyonszúrja a lányt. Éppen Rocco győzelmének ünneplése csúcspontján ér haza, és bevallja a bajnoknak tettét. Rocco kétségbeesve ismét csak önmagát vádolja abban is, hogy bátyja gyilkos lett, felajánlja neki, hogy rejtőzzön el nála. Ám Ciro felfedezve ezt a szándékot, futva elmegy hazulról, hogy saját testvérét feljelentse a rendőrségen. Simonét három nappal később letartóztatják. Egy idő múltán a kis Luca ebédszünetben meglátogatja Cirót a munkahelyén, és szemrehányást tesz neki, amiért elárulta saját fivérét. Ciro szeretetteljes hangon beszél mind Roccóról, mind bebörtönzött bátyjukról, akik csalódtak ebben a hanyatló gazdasági fellendülésben, és mesél egy jobb világról szőtt álmairól, amikben az embernek nem kell emigrálnia, hogy kenyeret és igazságot találjon. De közben a sziréna már hívja a munkásokat dolgozni. Luca látja Cirót, amint a távolban menyasszonyával találkozik, akivel hamarosan új családot alapítanak. Még egyszer elköszön, mondván, hogy a fivérek várják vacsorára Cirót is. Hazafelé egy fal mellett halad el, amelyen Rocco, a pillanat hőse győzelméről zengő plakátok vannak sorba felragasztva.
|  | Itt a vége a cselekmény részletezésének! |

## A film gyártása és utóélete
A felvételek jobbára Milánóban készültek, főként a via Bellezza 16/a alatti Ökölvívócsarnokban, amely az 1970-es évek végéig tartott nyitva és ma az Arci Bellezza szabadidőközpont székhelye, amely megőrizte a „Palestra Viscontit” is, néhány eredeti berendezési tárggyal. Bizonyos jeleneteket a Comói-tónál forgattak Lierna és Bellagio között, másokat a római Civitavecchia és a comói „botrányos” felvételek betiltása után a Foglianói-tó helyszínein.
1960. április 13-án a munkálatokat felfüggesztette Milánó megye elnöke, a kereszténydemokrata Adrio Casati, mivel nem engedélyezte a hidroplánkikötőbeni felvételeket ilyen filmhez, amely „tisztességtelen” színben tünteti fel a környéket, a helyszínen éjszaka százával „parkoló”, bepárásodott ablakú autó bemutatásával. Október 27-én Goffredo Lombardo producer, a milánói bíróságon folyt hosszas huzavona után elfogadta 15 percnyi anyag kihagyását. Luchino Visconti elkobzási kérelmet nyújtott be a bíróságon a kifogásolt kópiára.
2015-ös cannes-i fesztiválon május 17-én a világpremier előtt, a cenzúrázott részek beiktatásával bemutatták a Cineteca di Bologna által restaurált film HD-változatát, amelynek Olaszországban az első nyilvános vetítése július 3-án, Bolognában, a Piazza Maggiorén, a Megkerült Filmek szemléjén történt.

## Szereposztás
| Szerep                  | Színész           | Magyar hangja (1. szinkron, 1961) | Magyar hangja (2. szinkron) |
| ----------------------- | ----------------- | --------------------------------- | --------------------------- |
| Rocco Parondi           | Alain Delon       | Fülöp Zsigmond                    | Rátóti Zoltán               |
| Simone Parondi          | Renato Salvatori  | Sztankay István                   | Selmeczi Roland             |
| Vincenzo Parondi        | Spiros Focás      | Mécs Károly                       | Szabó Sipos Barnabás        |
| Ciro Parondi            | Max Cartier       | Varga Tibor                       | Csőre Gábor                 |
| Luca Parondi            | Rocco Vidolazzi   | ?                                 | ?                           |
| Rosaria Parondi         | Katina Paxinou    | Vajay Erzsi                       | Pásztor Erzsi               |
| Nadia                   | Annie Girardot    | Dallos Szilvia                    | Radó Denise                 |
| Ginetta                 | Claudia Cardinale | Petényi Ilona                     | Kéri Kitty                  |
| Ciro menyasszonya       | Alessandra Panaro | Moór Marianna                     | Rudolf Teréz                |
| Luisa                   | Suzy Delair       | Olsavszky Éva                     | Hámori Ildikó               |
| Ivo                     | Corrado Pani      | Somogyi Miklós                    | Viczián Ottó                |
| Morini                  | Roger Hanin       | Tánczos Tibor                     | Csankó Zoltán               |
| Cecchi                  | Paolo Stoppa      | Szabó Ottó                        | Maros Gábor                 |
| Nino Rossi „Romeo”      | Nino Castelnuovo  | Szoó György                       | Rajkai Zoltán               |
| Armando                 | Emilio Rinaldi    | Szabó Ernő                        | ?                           |
| Alfredo, Ginetta bátyja | Renato Terra      | Árva János                        | Galambos Péter              |

## Kulturális hatása
- A Rocco és fivéreiből 2003-ban színdarab készült a milánói Teatro Littában, Antonio Syxty rendezésében, Michel Altieri színész-énekessel a főszerepben.
- A filmet beválogatták a megőrzendő 100 olasz film közé.[8]

## Elismerések
21. Velencei Nemzetközi Filmfesztivál (1962)
- díj: Ezüst Oroszlán díj – Luchino Visconti
- jelölés: Arany Oroszlán díj – Luchino Viscontinak

BAFTA-díj (1962)
- jelölés: legjobb külföldi film (Olaszország)
- jelölés: legjobb női főszereplő – Annie Girardot

David di Donatello-díj (1962)
- díj: legjobb producer – Goffredo Lombardónak

Ezüst Szalag díj (1961)
- díj: legjobb film: Luchino Visconti
- díj: legjobb forgatókönyv – Suso Cecchi D’Amico, Pasquale Festa Campanile, Massimo Franciosa, Enrico Medioli, Luchino Visconti
- díj: legjobb operatőr – Giuseppe Rotunno
- jelölés: legjobb producer – Goffredo Lombardo
- jelölés: legjobb forgatókönyv – Luchino Visconti, Vasco Pratolini és Suso Cecchi D’Amico
- jelölés: legjobb férfi mellékszereplő – Paolo Stoppa
- jelölés: legjobb díszlet – Mario Garbuglia
- jelölés: legjobb jelmez – Piero Tosinak

1961 – Golden Globe-díj (1961)
- díj: legjobb film – Luchino Visconti

## Fordítás
- Ez a szócikk részben vagy egészben  a   Rocco e i suoi fratelli című olasz Wikipédia-szócikk ezen változatának fordításán alapul.  Az eredeti cikk szerkesztőit annak laptörténete sorolja fel. Ez a jelzés csupán a megfogalmazás eredetét és a szerzői jogokat jelzi, nem szolgál a cikkben szereplő információk forrásmegjelöléseként.